# Ciao! (Mauro Scocco-album)
Ciao! är Mauro Scoccos fjärde soloalbum och utkom på LP och CD 2 oktober 1992. Den är ett betydligt mindre dansorienterat album än hans två första soloskivor - emellan kom instrumentalalbumet Det sjungande trädet - och fick ganska blandade recensioner.

## Låtlista
1. Rymdraket - 4.37
2. Mitt liv - 4.19
3. Nelly - 4.12
4. Även rosor vissnar - 4.37
5. Blind - 3.15
6. Varför - 5.04
7. Om du var min - 6.30
8. Perfekt - 3.48
9. En del har ingenting - 3.32
10. Nästan där - 4.58

En japansk utgåva släpptes på cd av Pioneer i november 1994; den har två bonusspår, "Everywhere" som är en engelskspråkig version av Scoccos då aktuella singel Överallt, och "Careful".

## Listplaceringar
| Lista (1992-1993) | Topplacering |
| ----------------- | ------------ |
| Sverige           | 3            |